# IC 2198
IC 2198 — галактика типу E (еліптична галактика) у сузір'ї Близнята.
Цей об'єкт міститься в оригінальній редакції індексного каталогу.